# 데이콤크로싱
데이콤크로싱(DACOM Crossing)은 광대역 국제회선 서비스 제공을 주 사업으로 하는 대한민국 기업 LG유플러스와 글로벌 기업 Telstra의 합작 회사이다.

## 연혁
- 2001년 (주)데이콤크로싱 설립

## 같이 보기
- LG그룹
- LG유플러스
- Pacnet